# Kamarkhanda
Kamarkhanda är ett underdistrikt i Bangladesh. Det ligger i den centrala delen av landet, 110 km nordväst om huvudstaden Dhaka.
Trakten runt Kamarkhanda består till största delen av jordbruksmark. Runt Kamarkhanda är det mycket tätbefolkat, med 1 517 invånare per kvadratkilometer.